# Литература Филиппин
Литература Филиппин — литература народов государства Филиппины на тагальском, бисайском, илоканском, бикольском, пампанганском, пангасинанском, испанском и английском языках.

## История
Письмо на тагальском, бисайском, илоканском, бикольском и др. языках распространялось с 1-го тысячелетия н. э.
Проникшие на Филиппины испанцы в XVI веке нашли там там «языческие книги» на пластинках из пальмовых листьев, рисовой китайской бумаге.
Тексты писались для разных заклинаний, заговоров. В литературе Филиппин XIV—XVI веков известны исторические стихотворения, сказания. К ним относятся «Царица Сима», «Принцесса Урдуха» и «Лапулапу», «Принцесса Макандула» и «Раджа Бендахара Калантиа», поэмы «Харая», «Лагда».
К началу XVII века Филиппины были завоеваны испанцами. Большинство населения страны было обращено в католичество. Литература этого времени развивалась под контролем монашеских орденов (августинцев, доминиканцев, иезуитов и реколетов). Появляются типографии, занимающиеся выпуском катехизисов, описаний жизни святых, молитвословы и др. Стихи на испанском и тагальском языках в это время писали поэты тагалы Фернандо Багонгбанта и П. Суарес Осорио.

С XVII века на Филиппинах издаются словари тагальского, бисайского, илоканского языков с пословицами, поговорками, легендами, сказками и песнями. Возник жанр поэзии пасьон («страдание») — религиозные песнопения Иисусу.

Франсиско Балагтас

Видными поэтами этого времени были Г. Акино де Белену, Дон Луис Гьяне, М. Пилапилу, Анисето де ла Марседу, Пелипе де Хесус.
В конце XVIII века появились жанры: «куридо» — баллады на библейские и светские сюжеты, «авит» — поэмы. Это произведения куридо «Дон Хуан Тиньосо», «Жизнь св. Магдалины», «Птица Адарна», авиты «Песнь о Сан-Алехо», «Песнь о Сан-Раймундо» и др.
К классикам филиппинской тагалоязычной поэзии относится основоположник тагальского литературного языка и новой филиппинской литературы поэт Франсиско Балагтас (1788—1862). Он в XIX веке писал лирические стихи в жанрах куридо, авито, пьесы карагатан. Ныне в его честь названа филиппинская традиция поэтических дебатов — балагтасан. Именем поэта названы географические объекты, учебные заведения, литературные премии и др. Балагтас изображён на монетах и почтовых марках Филиппин.

Поэтесса Леона Флорентино считается основоположницей женской литературы на островах (1849—1884). С 1846 года в стране печаталась первая ежедневная газета La Esperanza.

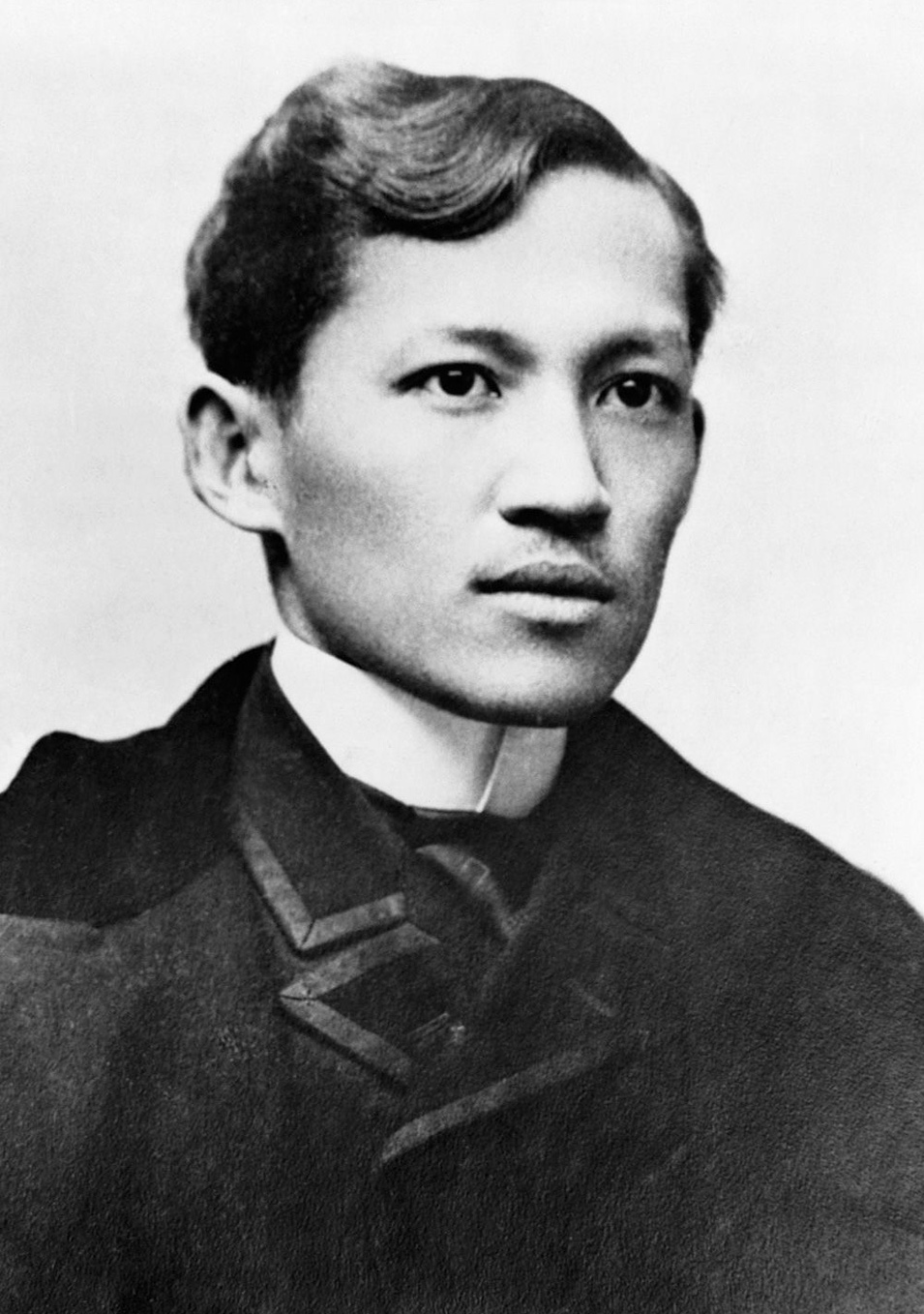
Хосе Рисаль

В конце XIX века в стране росло национально-освободительное движение. Одним из корифеев реформаторского движения в испанских Филиппинах, подготовившим филиппинскую революцию, был писатель Хосе Рисаль — автор романов «Не прикасайся ко мне» (Noli Me Tángere, 1887), «Флибустьеры» (El Filibusterismo, 1891), публицистических статей и памфлетов «Филиппины через сто лет» (1889—1890), «О праздности филиппинцев» (1890), «Видение брата Родригеса» (1889), «По телефону» (1889), «Филиппинцам» (1892) и др.
После революции 1896—1898 годов была провозглашена Филиппинская республика. Накануне её была казнена группа деятелей культуры, принимавших участие в её подготовке. Казнён за участие в подготовке восстания и Хосе Рисаль. Накануне казни он написал стихотворение прощания с любимой родиной и народом:
Прощай, моя родина, жемчужина южных морей,
Край, обласканный солнцем, мой потерянный рай,
Тебе приношу искры гаснущей жизни моей,
Но, будь она в самом цвету, трижды ярче и трижды ценней,

Я отдал бы её и тогда, если бы ты сказал: «Отдай».

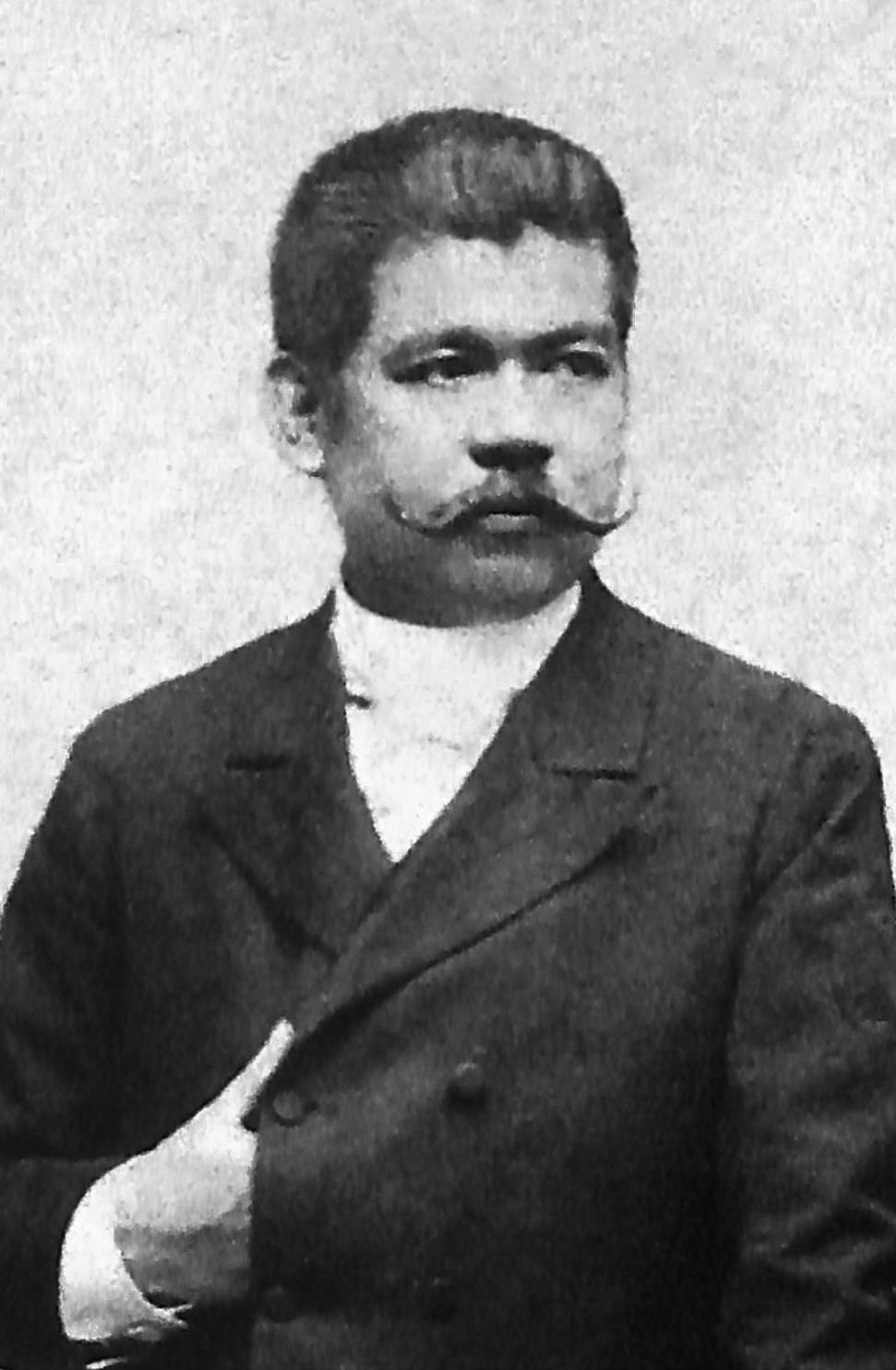
Марсело Дель Пилар

Идейным вдохновителем Филиппинской революции был также филиппинский писатель Марсело Дель Пилар, издатель газеты La Solidaridad (1889). Второй премьер-министр республики Педро Алехандро Патерно тоже внёс большой вклад в местную литературу, в том числе написал первый филиппинский роман Nínay (1885) и первый испаноязычный сборник поэзий с Филиппин (1880).
В 1903 году Филиппины попали в зависимость от США. Литература противостояла влиянию культуры новых колонизаторов. Писатели этого времени: Сесилио Апостол (1877—1938; стихи «Рисалю», «Эмилио Хасинто» и др.), Ф. М. Герреро (1873—1929; стихи «Малайские рифмы», «Манильская жизнь», «Балагтасан» и др.), Х. Бальмори (1886—1948), М. Бернабе (1890—1960) и К. М. Ректо (1890—1960).
Со 2-й половине 20-х годов были созданы объединения англоязычных филиппинских писателей: Клуб писателей Университета Филиппин и Лига филиппинских писателей. В них состояли писатели М. С. Паскуаль, Пас Латорена, Х. Гарсиа Вилья, М. Э. Аргилья (1911—1943), А. Б. Ротор (р. 1907), К. В. Педроче (р. 1909), Ф. Арсельяна (р. 1915), Н. В. М. Гонсалес (р. 1915) и др.
Развивалась также филиппинская литература писателями-эмигрантами, пишущими на английском языке и живущими в США. К ним относится Х. Гарсиа Вилья — сборники стихов «Я пришёл, я здесь» (1942), «Том второй» (1949), К. Булосан (1914—56) — поэма «Голос Батаана» (1943) и др.

## Современность
Провозглашение Филиппинской республики в 1946 году было отмечено патриотическими настроениями в произведениях: поэмой «Свободный народ» (1952) А. Эрнандеса, стихами Сулуэта да Косты.
В 1960-е годы вошли в литературу поэты: Б. Рамос (р. 1934), О. Родригес (р. 1937), Р. Мангахас (р. 1939), Р. Альма (р. 1944) и др, продолжили работу филиппинские писатели: Х. Гарсиа Вилья, Х. Д. Эдроса-Матуте (р. 1915), М. Р. Сентено (р. 1922), М. К. Аргельес (р. 1923), Э. М. Рейес (р. 1935), Ф. Галауран, Н. Э. Каравана, Ф. Л. Самонте, Лидия Бальмори, Ливайвай А. Арсео (р. 1924), А. Б. Л. Росалес и др.
Современная филиппинская литература пишется в основном на английском языке. Мастерами в своих литературных жанрах являются поэт Хосе Гарсиа Вилья, автор англоязычного короткого рассказа Никомедес (Ник) Хоакин, эссеист Кармен Герреро-Накпил.

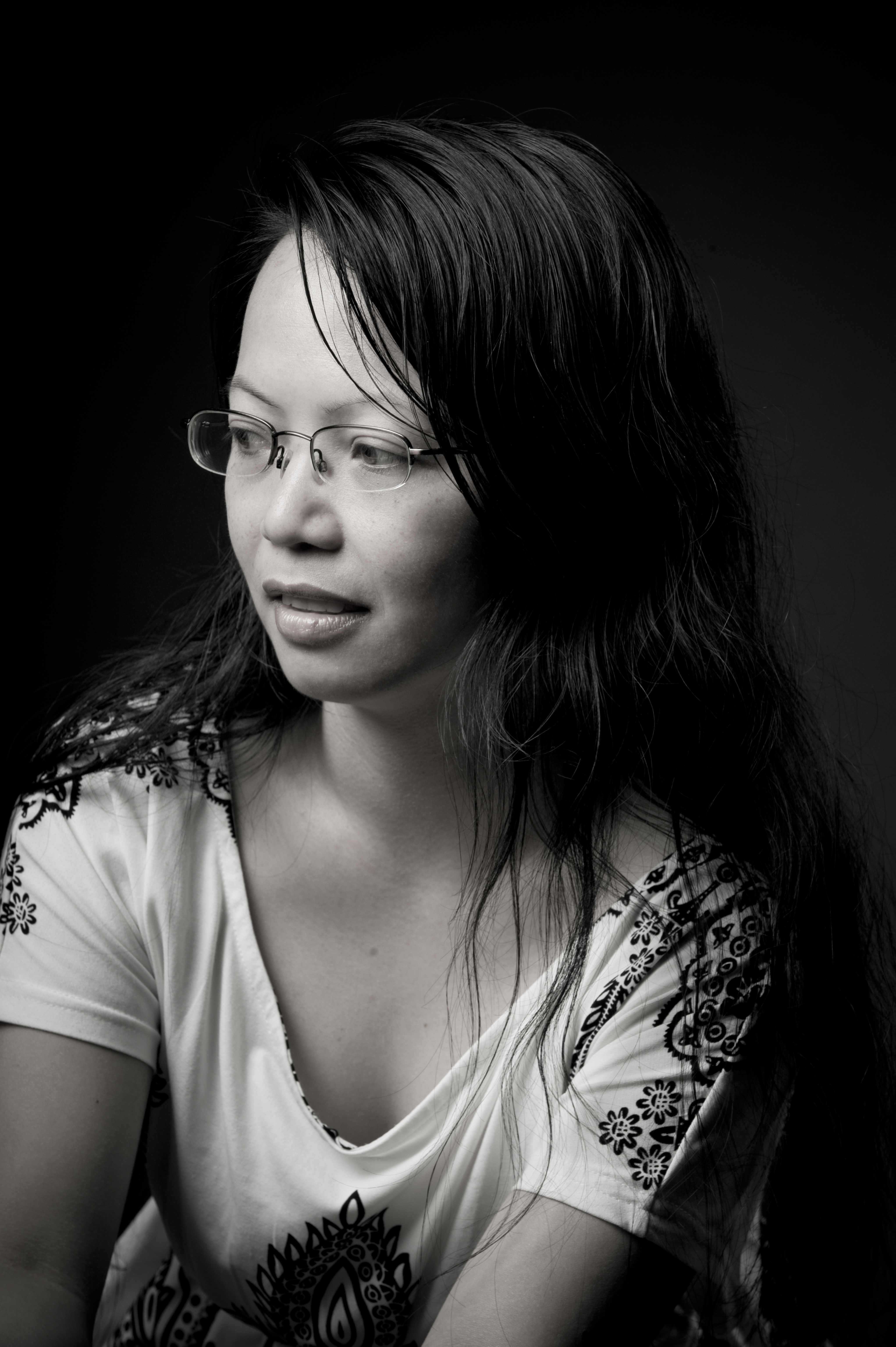
Современная поэтесса Иви Альварес

К другим современным филиппинским писателям относятся Майкл М. Короса, пишущий на языке филипино, англоязычный автор Франсиско Сиониль Хосе, филиппинский писатель-романист, новеллист, эссеист и поэт Нестор Висенте Гонсалес, мастер рассказа Геновева Матуте, писатель, эссеист, драматург Алехандро Росес, ведущая филиппинская женщина-романист Луалхати Баутиста, Хосе Мария Сисон — основатель, руководитель и теоретик маоистской Коммунистической партии Филиппин и Новой народной армии. Одним из популярных жанров на Филиппинах являются комиксы, среди авторов которых — Франсиско Кочинг, Марс Равело, Хильда Ольвидадо.

## Литературные премии
Многочисленны литературные премии на Филиппинах. К ним относятся: Республиканская премия культурного наследия в области литературы (1954), премия им. Карлоса Паланки (1950), премия Собела, Балагтасовская премия в области поэзии, премия Национального пресс-клуба в области журналистики и публицистики.